# Red Hill Mining Town
"Red Hill Mining Town" – szósty utwór na płycie The Joshua Tree grupy U2.
Piosenka miała być trzecim singlem promującym album, jednak zespół z niego zrezygnował. Na próbach okazało, że niemożliwe jest zaśpiewanie na każdym koncercie tak wysoko i czysto jak to miało miejsce na głównym nagraniu. Głównie z tych przyczyn "Red Hill Mining Town" jest jedynym utworem z The Joshua Tree, który nie był wykonywany na żywo przez 30 lat aż do jubileuszowej trasy The Joshua Tree Tour 2017, gdzie został wykonany z towarzyszeniem orkiestry dętej The Salvation Army.
Teledysk do piosenki został nakręcony przez Neila Jordana, ale zespół nie zdecydował się na opublikowanie go. Po raz pierwszy będzie można było go zobaczyć na DVD reedycji albumu: The Joshua Tree: 20th Anniversary Edition, który został wydany 20 listopada 2007.
Piosenka została zainspirowana strajkiem górników z 1984, którego przywódcą był Arthur Scargill. Bono mówi, że Red Hill Mining Town jest o utrzymywaniu więzi rodzinnych podczas strajku. Chciał napisać piosenkę, w której mógłby opowiedzieć o zwykłych ludziach, nie o polityce i martwych statystykach, o których ludzie mogą usłyszeć w TV. Strajk był ostateczną próbą dla rodzin górników, którzy mogli stracić pracę, dochody i swoją dumę. Strajk odbijał się na ich relacjach międzyludzkich i zachowaniu.